# Liste von Städten in der Autonomen Region Kurdistan

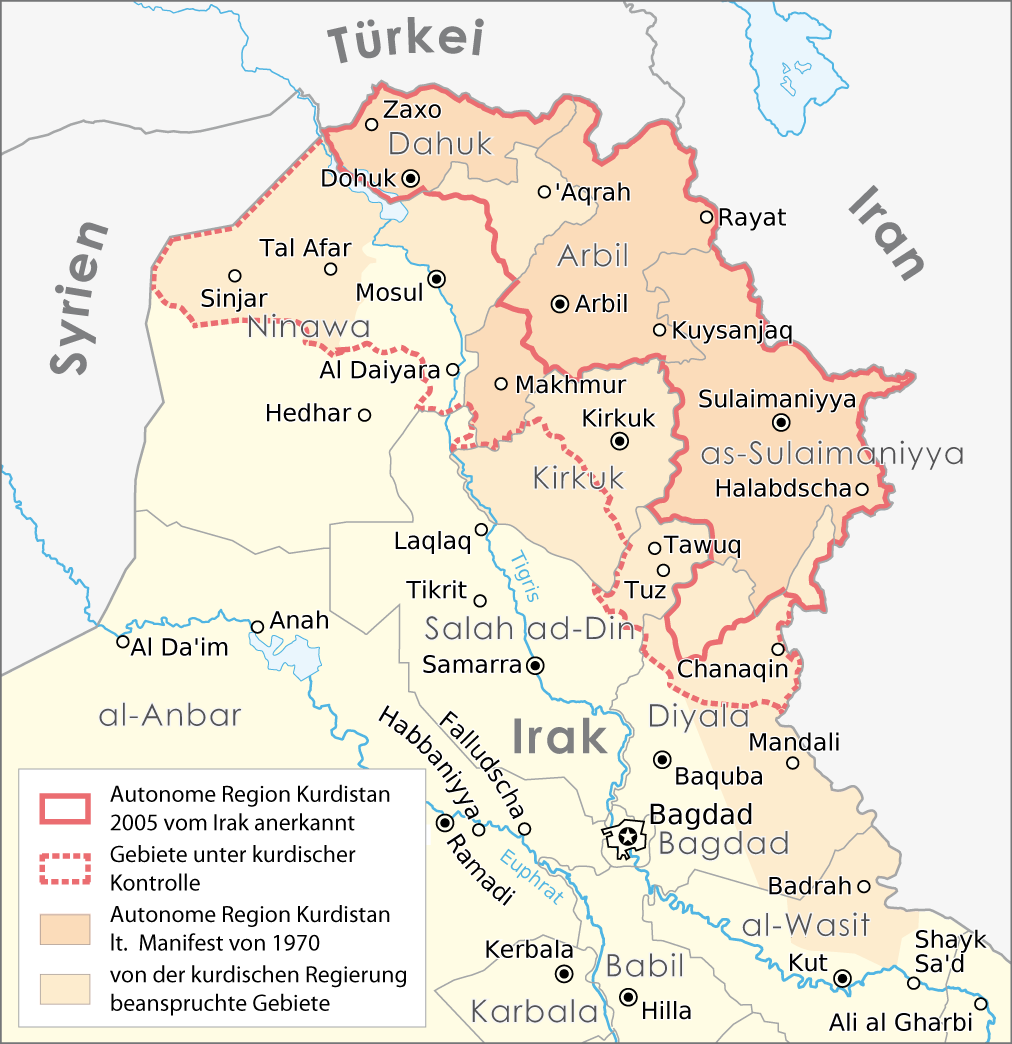
Karte der autonomen Region Kurdistan, u. a. mit historischen Grenzen

Die Liste von Städten in der Autonomen Region Kurdistan bietet eine Übersicht über die wichtigen Städte der Autonomen Region Kurdistan im Irak.
Die größte Agglomeration in Kurdistan ist Sulaimaniya mit einer Einwohnerzahl von etwa 1,6 Millionen (Stand 2014).
Die folgende Tabelle enthält die Städte, deren Namen in deutscher Transkription und in Kurdisch wiedergegeben werden. Aufgeführt ist auch das Gouvernement, zu der die Stadt gehört. Die Einwohnerzahlen beziehen sich auf die eigentliche Stadt ohne Vorortgürtel.
| Rang | Name           | Gouvernement   | Kurdisch (Kurmançî / Sorani) | Bevölkerung |
| ---- | -------------- | -------------- | ---------------------------- | ----------- |
| 1    | Sulaimaniya    | as-Sulaimaniya | Silêmanî / سلێمانی           | 2.000.000   |
| 2    | Erbil          | Erbil          | Hewlêr / ھەولێر              | 3.500.000   |
| 3    | Dohuk          | Dahuk          | Duhok / دهۆک                 | 350.000     |
| 4    | Ranya          | as-Sulaimaniya | Ranya / ڕانیە                | 200.836     |
| 5    | Zaxo           | Dahuk          | Zaxo / زاخۆ                  | 190.000     |
| 6    | Soran          | Erbil          | Soran / سۆران                | 125.000     |
| 7    | Schaqlawa      | Erbil          | Şeqlawe / شقلاوه             | 124.628     |
| 8    | Halabdscha     | as-Sulaimaniya | Helebce / هه‌ڵه‌بجه            | 120.000     |
| 9    | Rawanduz       | Erbil          | Rewandiz / ڕەواندز           | 102.399     |
| 10   | Dschamdschamāl | as-Sulaimaniya | Çemçemall / چه‌مچه‌ماڵ         | 100.000     |
| 11   | Koya           | Erbil          | Koye / کۆیە                  | 100.000     |
| 12   | Semile         | Dahuk          | Sêmêl / سێمێل                | 50.000      |
| 13   | Akrê           | Dahuk          | Akrê / ئاکرێ                 | 23.088      |
| 14   | Machmur        | Erbil          | Mexmûr / مەخموور             | 18.000      |
| 15   | Amediye        | Dahuk          | Amêdî / ئامێدی               | 6.000       |